# 38541 Рустічеллі
38541 Рустічеллі (38541 Rustichelli) — астероїд головного поясу, відкритий 7 листопада 1999 року.
Тіссеранів параметр щодо Юпітера — 3,191.